# Ружново (Ольштинський повіт)
Ружново (пол. Różnowo, нім. Rosenau) — село в Польщі, у гміні Дивіти Ольштинського повіту Вармінсько-Мазурського воєводства.
Населення — 1159 осіб (2011).
У 1975-1998 роках село належало до Ольштинського воєводства.

## Демографія
Демографічна структура станом на 31 березня 2011 року:
|          | Загалом | Допрацездатний вік | Працездатний вік | Постпрацездатний вік |
| -------- | ------- | ------------------ | ---------------- | -------------------- |
| Чоловіки | 557     | 134                | 401              | 22                   |
| Жінки    | 602     | 156                | 390              | 56                   |
| Разом    | 1159    | 290                | 791              | 78                   |